# Kawanishi
Kawanishi (川西市?, Kawanishi-shi) è una città giapponese della prefettura di Hyōgo.